# Горња Ловница (Рожаје)
Горња Ловница је насеље у општини Рожаје у Црној Гори. Према попису из 2003. било је 387 становника (према попису из 1991. било је 322 становника).

## Демографија
У насељу Горња Ловница живи 215 пунолетних становника, а просечна старост становништва износи 25,5 година (25,4 код мушкараца и 25,5 код жена). У насељу има 73 домаћинства, а просечан број чланова по домаћинству је 5,30.
Ово насеље је углавном насељено Бошњацима (према попису из 2003. године).
|  |

| Демографија | Демографија | Демографија |
| Година      | Становника  | Становника  |
| ----------- | ----------- | ----------- |
|             |             |             |
|             |             |             |
|             |             |             |
|             |             |             |
| 1948.       | 329         |             |
| 1953.       | 408         |             |
| 1961.       | 468         |             |
| 1971.       | 347         |             |
| 1981.       | 343         |             |
| 1991.       | 322         | 319         |
| 2003.       | 434         | 387         |
|             |             |             |

| Етнички састав према попису из 2003.‍ | Етнички састав према попису из 2003.‍ | Етнички састав према попису из 2003.‍ | Етнички састав према попису из 2003.‍ | Етнички састав према попису из 2003.‍ |
| ------------------------------------ | ------------------------------------ | ------------------------------------ | ------------------------------------ | ------------------------------------ |
|                                      |                                      |                                      |                                      |                                      |
| Бошњаци                              | Бошњаци                              |                                      | 329                                  | 85,01%                               |
| Муслимани                            | Муслимани                            |                                      | 49                                   | 12,66%                               |
| Црногорци                            | Црногорци                            |                                      | 2                                    | 0,51%                                |
| непознато                            | непознато                            |                                      | 2                                    | 0,51%                                |

| Година пописа     | 1948. | 1953. | 1961. | 1971. | 1981. | 1991. | 2003. |
| ----------------- | ----- | ----- | ----- | ----- | ----- | ----- | ----- |
| Број домаћинстава | 56    | 54    | 66    | 42    | 48    | 47    | 77    |

| Број чланова      | 1  | 2 | 3 | 4 | 5 | 6  | 7  | 8  | 9 | 10 и више | Просек |
| ----------------- | -- | - | - | - | - | -- | -- | -- | - | --------- | ------ |
| Број домаћинстава | 73 | 3 | 7 | 7 | 6 | 15 | 12 | 13 | 6 | 2         | 2      |

| Пол    | Укупно | Неожењен/Неудата | Ожењен/Удата | Удовац/Удовица | Разведен/Разведена | Непознато |
| ------ | ------ | ---------------- | ------------ | -------------- | ------------------ | --------- |
| Мушки  | 115    | 31               | 80           | 1              | 0                  | 3         |
| Женски | 124    | 32               | 82           | 8              | 0                  | 2         |
| УКУПНО | 239    | 63               | 162          | 9              | 0                  | 5         |

| Пол    | Укупно                    | Пољопривреда, лов и шумарство | Рибарство                            | Вађење руде и камена | Прерађивачка индустрија       |
| ------ | ------------------------- | ----------------------------- | ------------------------------------ | -------------------- | ----------------------------- |
| Мушки  | 30                        | 14                            | 0                                    | 0                    | 11                            |
| Женски | 2                         | 1                             | 0                                    | 0                    | 0                             |
| УКУПНО | 32                        | 15                            | 0                                    | 0                    | 11                            |
| Пол    | Производња и снабдевање   | Грађевинарство                | Трговина                             | Хотели и ресторани   | Саобраћај, складиштење и везе |
| Мушки  | 0                         | 0                             | 3                                    | 0                    | 1                             |
| Женски | 0                         | 0                             | 0                                    | 0                    | 0                             |
| УКУПНО | 0                         | 0                             | 3                                    | 0                    | 1                             |
| Пол    | Финансијско посредовање   | Некретнине                    | Државна управа и одбрана             | Образовање           | Здравствени и социјални рад   |
| Мушки  | 0                         | 0                             | 0                                    | 1                    | 0                             |
| Женски | 0                         | 0                             | 0                                    | 1                    | 0                             |
| УКУПНО | 0                         | 0                             | 0                                    | 2                    | 0                             |
| Пол    | Остале услужне активности | Приватна домаћинства          | Екстериторијалне организације и тела | Непознато            | Непознато                     |
| Мушки  | 0                         | 0                             | 0                                    | 0                    | 0                             |
| Женски | 0                         | 0                             | 0                                    | 0                    | 0                             |
| УКУПНО | 0                         | 0                             | 0                                    | 0                    | 0                             |